# قشلاق غلمعلي صفر (مقاطعة بيله سوار)
قشلاق غلمعلي صفر (بالفارسية: قشلاق گلمعلی صفر) هي منطقة سكنية تقع في إيران في أردبيل. يقدر عدد سكانها بـ 61 نسمة .